# Naomi Shemer
Naomi Shemer (în ebraică נעמי שמר, numele la naștere: Naomi Sapir; deseori se pronunță No'omi Shemer; n. 13 iulie 1930, Kvutzat Kinneret⁠(d), Districtul de Nord, Israel – d. 26 iunie 2004, Tel Aviv, Districtul Tel Aviv, Israel) a fost o compozitoare, textieră și cântăreață de muzică ușoară israeliană, una din cele mai de seamă creatoare în genul denumit „cântec ebraic” („zemer ivri”).

## Anii de tinerețe
Naomi Shemer s-a născut în anul 1930 în așezarea agricolă cooperatistă (kvutzá,o  formă de kibuț) Kineret, pe malul Lacului Tiberiada, în ebraică Kineret, în familia perechii Meir și Rivka Sapir, dintre fondatorii localității și originari din Wilno (Vilnius).
Cu încurajarea mamei ei, de la vârsta de șase ani a început să învețe să cânte la pian, ulterior a studiat la școli de muzică din Tel Aviv și din Ierusalim.
Când, după terminarea studiilor s-a întors în așezarea natală, a predat în școala kibuțului lecții de muzică și mișcare ritmică. În acest scop a compus primele cântece, precum „Doar ba hayom” (Astăzi vine poșta) și „Ahinu hakatan” (Fratele nostru mezin) (cunoscut în interpretarea lui Yaffa Yarkoni) pe care le-a înregistrat după câțiva ani în albumul „Shirim miKineret” („Cântece din Kineret”).
În 1951 s-a înrolat în armată și a servit la comandamentul unităților de tineret agricultor Nahal. După eliberarea din serviciul militar. a colaborat cu compozitorul Yonatan Zarái la musicalul „Hamesh-hamesh” („Cinci-cinci”), pentru care a scris textul. Între șlagărele din acest musical se numără cântece ca „Tarnegol Ben Ghever” (Cocoșul), „Rav haor vehat'helet” (Mare e lumina și azurul) și „Shir Habar”.
Actorul Haim Topol a invitat-o să scrie texte și melodii pentru ansamblul „Batzal Yarok” (Ceapă verde) și primul ei cantec scris cu această ocazie în 1957  „Mishirey zamar noded” (Din cântecele unui cântăreț pribeag) , cunoscut de public după versul „Hadereh aruká hi verabá” (Lungă-i calea și anevoie), s-a bucurat de mare succes și e considerat primul ei șlagăr.
Și cântecul „Noa” (1957), care, după spusele ei are un caracter autobiografic, a fost inclus în același spectacol al ansamblului amintit.
Pentru spectacolul „Daber el hakir” („Vorbește la pereți”) care a fost montat la Teatrul „Hasambatyon” în 1958, Naomi Shemer a compus cântecul „Halayla holeh basderot” (Noaptea pe bulevard), care a fost interpretat de cântărețul Shimon Israeli.
Hit-urile numeroase pe care le-a compus și scris unul după celălalt pentru formațiile muzicale din cadrul armatei au intrat foarte curând în patrimoniul clasic al muzicii ușoare israeliene:
„Hamsinim bamishlat” (Arșițe în fort), „Hakol biglal masmer katan”(Totul din cauza unui cuișor) (după un vechi cântec englez) și multe altele.
În aceeași perioadă a scris pentru Duo Dudaiym cântecele „Kibuy orot” (Stingerea luminilor) și „Shayeret harohvim” (Convoi de călăreți), pus pe muzica de Shimon Israeli și pe care l-a publicat sub pseudonimul Elifaz.
Pentru un film de scurt metraj închinat orașului Tel Aviv a scris cântecul „Ir levaná” (Oraș alb), care a fost interpretat de cântărețul Lolik Levi.
În anul 1960 Naomi Shemer a scris cântecul „Bisdé Tiltan” (Pe câmpul de trifoi) pentru formația muzicală a comandamentului de nord, și „Hopa Hei” - pentru cea a comandamentului de centru. În același an a mai scris cântecele „Leil emesh” (Noaptea trecută), devenit cunoscut în interpretarea lui Shaike Levi, și „Shir hashuk” (Cântecul pieții) pentru spectacolul „Aseret tzadikim” (Zece țadici). Cântecul din urmă a intrat în repertoriul formației „Tarnegolim”.
În 1962 a scris , între altele cântecul „Aharey shkiá basadé” (După apusul soarelui pe camp) pentru corul bărbătesc al forțelor de blindate.     
Au urmat cântece pentru ansamblul Nahal: Mahar (Mâine), Mitriyá bishnáiym (O umbrelă pentru doi), Mahavoím (De-a v-ați ascunselea) etc. În anul 1963 a compus "Hurshat Haeykaliptus" (Crângul de eucalipți) pentru musicalul "Keitzad shovrim hamsin" (Cum sfârșim cu arșița) creat cu prilejul aniversării comunei Kineret.
În același an ea a pus pe muzica poezia poetei Rahel - „Kineret” („Sham harey Golan” - „Acolo, munții Golan”), pentru ansamblul comandamentului de centru.
Ulterior, Naomi Shemer a mai compus melodii pentru poezii de Rahel - „Be'ganí” (Be'ganí netatíha - În grădina mea te-am sădit) și Zemer (Lehá ve aleha). Aceste două cântece au făcut parte din repertoriul unui cvartet vocal Ahayot Shemer (Surorile Shemer) pe care artista l-a întemeiat în 1966. Tot pentru” acest cvartet ea  a mai scris și „Shiro shel abba” (Cântecul lui tata).
În anul 1964 Naomi Shemer a compus pentru primul show al trioului „Gesher Hayarkon” (Podul Yarkonului) „Ahavá rishoná” (Iubirea dintâi), „Ahavat poaley habinyan” )Dragostea muncitorilor constructori)„Serenada lakh” (Serenad[ pentru tine), „Ayelet Ahavim”, „Laila behof Akhziv” (Noaptea pe litoralul de la Akhziv), acest din urmă cântec făcând parte și din banda sonoră a filmului „Dalia vehamalahim” (Dalia și marinarii) la care au participat membrii trioului.
În anul 1954 compozitoarea s-a căsătorit cu actorul Gideon (Ghideon) Shemer, iar în anul 1956 li s-a născut o fiică, Haleli. La începutul anilor 1960 Naomi s-a despărțit de soțul ei și a plecat cu fetița la Paris. Acolo a scris cântece inspirate de șansoanele franceze. Dintre cele mai cunoscute se pot aminti „Haír be'afor” („Orașul in gri”), de asemenea a scris versiuni ebraice pentru șansoane franceze - ca de pildă „Si tous les oiseaux” - „Ilu hatziporim”  de Calvé si Broussol, „Shilgiyá” (Alba ca zăpada) după „Les souliers” de Guy Béart și „Il n'y a pas d'amour heureux” - „Eyn ahavot smehot" (Nu sunt iubiri fericite) , după Georges Brassens, acesta din urmă interpretat de Yossi Banay.
În 1969, la un timp după întoarcerea în patrie, Naomi Shemer s-a căsătorit cu avocatul Mordehay Horovitz, în 1970 născându-se fiul lor comun, Ariel Horovitz, care a devenit mai târziu, el însuși. compozitor și cântăreț de muzică ușoară.

## Ierusalimul de aur
Unul din momentele culminante ale carierei ei muzicale a fost în anul 1967, când a creat cântecul „Yerushalaiym shel zahav” - Ierusalimul de aur. Primarul Ierusalimului, Teddy Kollek, comandase un cântec deosebit despre acest oraș cu ocazia Festivalului cântecului și șlagărului ebraic, care urma să se țină în acel an la Palatul Națiunii - Binyeney Hauma. 
Cântecul „Ierusalimul de aur” al lui Naomi Shemer s-a bucurat la festival de un succes considerabil, în interpretarea tinerei cântărețe, până atunci puțin cunoscută, Shuli Nathan. Naomi Shemer însăși, consultându-se cu fiica ei Haleli, a optat pentru această solistă, apreciindu-i calitatea cristalină a vocii.
La trei săptămani după lansarea cântecului, a izbucnit Războiul de Șase Zile, în cursul căruia armata israeliană a cucerit Orașul Vechi din Ierusalim și partea de est a Ierusalimului, ceea ce a dus la reunificarea orașului. În euforia care a dominat atunci poporul din Israel, Naomi Shemer a schimbat câteva versuri din cântec, reflectând noua stare de lucruri. 
În loc de איכה יבשו בורות המיים (Cum de s-au uscat izvoarele) si  אין פוקד את הר הבית-  (Nimeni nu vine la Muntele Templului) cu חזרנו אל בורות המיים (ne am întors la izvoare) și  שופר קורא בהר הבית(Un șofar rasună pe Muntele Templului). Cântecul a devenit unul din imnurile neoficiale ale Israelului, devenind popular pretutindeni în colectivitățile evreiești din lume.
Naomi Shemer a devenit în ochii multora un fel de bard național feminin al Israelului.
Melodia cântecului, după mărturisirile autoarei în amurgul vieții, într-o scrisoare adresată compozitorului Gil Aldema, are o anumită asemănări cu un vechi cântec basc „Pello Joxepe”, din repertoriul lui Paco Ibanez. Acuzații anumite, de plagiat, au fost ridicate uneori, iar în momente dinaintea morții, compozitoarea a fost atât de obsedată de această asemănare, încât a ajuns să creadă că s-a îmbolnăvit din această pricină, de inimă rea. Compozitorul Eliahu Hacohen, cercetător al istoriei cântecului ebraic, consideră că era vorba de fapt de o influență obișnuită în muzică, și remușcările artistei erau neîndreptățite, datorându-se stării de depresie în care se afla.
Cântecul „Yerushalayim shel zahav” a fost înregistrat și de compozitoare, și de mulți alți soliști precum Ofra Haza, Yaffa Yarkoni, Ran Eliran. El are vreo 300 de versiuni și a fost tradus în numeroase limbi, inclusiv franceză (Les Compagnons de la chanson), idiș (în interpretarea lui David Eshet), spaniolă(în interpretarea lui Yaffa Yarkoni), esperanto.
El apare în versiunea lui originală corală și la sfârșitul bandei sonore a filmului Lista lui Schindler.

## 1967 - 1973

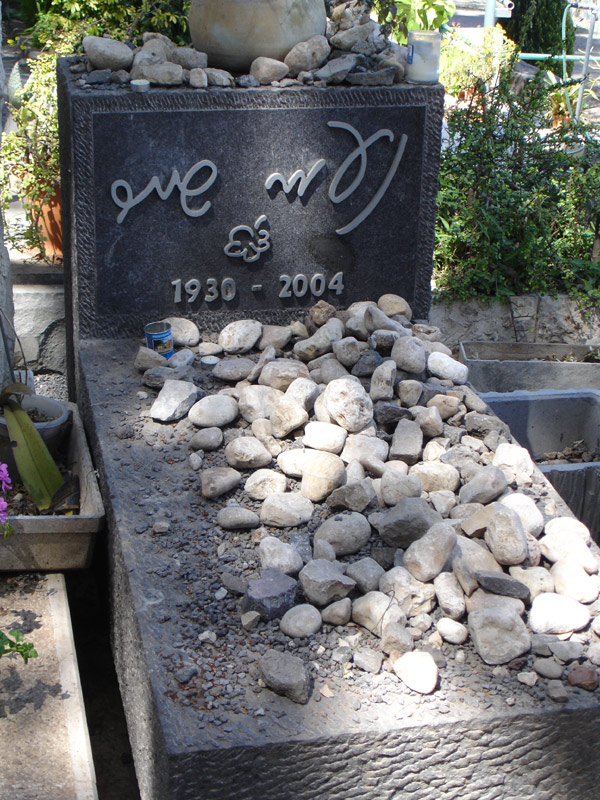
Mormântul lui Naomi Shemer în cimitirul kibuțului Kineret, în apropiere de malul lacului Tiberiada; pe mormânt vizitatorii aşează pietricele, după obiceiul evreiesc

Între Războiul de Șase Zile și Războiul de Yom Kipur, Naomi Shemer a continuat să compună numeroase șlagăre, între care „Shneynu meoto hakfar” („Suntem amândoi din același sat”),  Beheahazut Hanahal beSinay (Într-o așezare a Nahal în Sinai), Lashir ze kmo lihiot Yarden (Să cânți e ca și cum ai fi Iordanul), Shivhey Maoz (Laude fortului), Beeretz lahadam (În țara Lahadam) (Neverland)   
În 1967 formația muzicală a Nahal a prezentat un spectacol muzical Hanahlaím baím (Sosesc cei din Nahal), care a cuprins melodia lui Shemer, Vals lehaganat hatzomeah (Vals pentru apărarea florei) scris inițial pentru "Surorile Shemer".
În urma vizitei autoarei într-o așezare a Nahal în peninsula Sinai în 1968 ea a scris „Beheahazut haNahal beSinay" care a fost cântat în premieră de Miri Aloni într-un show cu același nume.
În 1969 ansamblul comandamentului de centru a înregistrat cântecul lui Naomi Shemer, „Shneynu meotó hakfar", pe care îl compusese cu trei ani în urmă, iar formația Hashlosharim a interpretat tot în acel an Peghishá leeyn ketz,(Întâlnire fără sfârșit) pe versuri de Nathan Alterman.
În 1971 a pus pe muzică o altă poezie a lui Alterman, Al em hadèreh (În mijlocul drumului), inclusă în programul Shirat hayam (Cântarea mării) a ansamblului flotei militare.
Interpreta ei a fost Haya Arad. Shemer a scris și lui Hava Alberstein Shir sium , (Cântec de sfârșit) , o versiune ebraică a unui cântec al lui Manos Hadjidakis.
După ce, de sărbătoarea de Hanuka, a vizitat o altă  poziție din Sinai, ea a scris pentru ansamblul comandamentului de sud, cântecul Shivhey Maoz (Lauda fortului), al cărui început e inspirat de cântecul tradițional de Hanuka, Maoz Tzur.
În anul 1972 o formație denumită Havurat Bimot a organizat o seară de cântece ale lui Naomi Shemer. Cu această ocazie s-au interpretat și cântece cu motive psihologice, umoristice și sociale ca de pildă Mar Narkis (Domnul Narcis) (despre un celibatar înveterat): Shir eres lemikrim meyuhadim (Cântec de leagăn pentru cazuri speciale - pentru fiica unor părinți divorțați), Anashim yafim (Oameni frumoși)- despre obiceiuri ale societătii înalte, și Mahshefot - (Vrăjitoarele) despre presa de scandal, de asemenea cântecul Arbayim (Patruzeci) (Am ieșit mereu cu mai juni ca mine, ... și după 20 ani am îmbrăcat bikini) și Ani megadelet baal (Eu cresc un soț). Aceste ultime două cântece nu le-a inclus în albumele de șlagăre pe care le-a publicat în cursul anilor. Două numere din spectacol, Lashir ze kmo lihyot Yarden (Să cânți e ca și cum ai fi Iordanul) și În Țara Lahadam, au fost foarte populare, în interpretarea cântăreței Miri Aloni.
La festivalul cântecului și șlagărului ebraic din acel an, s-a cântat și șlagărul lui Shemer, Yesh li hag (Am sărbătoare) de către trioul de comedianți Hagashash haiver. În același an Shemer a lansat în interpretarea lui Yossi Banay traducerea ebraică a cântecelor lui Jacques Brel, „La chanson des vieux amants”, Vingt ans d'amour - Ahavat bat esrim (O iubire de douăzeci de ani)  
Scurt timp înainte de izbucnirea Războiului de Yom Kipur  Naomi Shemer a scris cântecul Lu yehi (De-ar fi). La origine era  o versiune ebraică pentru cântecul formației Beatles Let it be, ceea ce se poate remarca la refrenul Lu yehi lu yehi/ Ana lu yehi/Kol shenevakesh lu yehi. La îndemnul soțului ei, a compus o melodie nouă, care a devenit unul din simbolurile zilelor Războiului de Yom Kipur, mai ales în interpretarea trioului Hagashash Haiver și a solistei Chava Alberstein, care a lansat un album cu numele cântecului.

## Continuarea anilor 1970-1980
În anii 1970 Shemer a compus cântece pe versuri de numeroși poeți ebraici, precum Nathan Alterman (Pghisha leeyn ketz), Sapaney Hamelekh Shlomo (Matrozii regelui Solomon) , Al em haderekh (Drumul mare), Haem hashlishit (A treia mamă), Saul Cernihovski - Hoy, artzi moladti (O,țara mea, patria mea), Baaliyati sham, yafati (Urcându-ma acolo, frumoasa mea), Omrim yeshna eretz (Se spune ca există o țară), Haim Nahman Bialik  - Kumí tzěí (Hai, vino) care a fost inclus in albumul solistului Yehoram Gaon , Ahava yam tihonit (Dragoste mediteraneană) din 1973, Avraham Shlonsky - Bitkhol Hashamiym (În azurul cerului) și alții. Ea a tradus din poeziile lui Itzik Manger (Al haderekh etz omed) și a mai compus bazate pe texte din tradiția evreiască - Shirat Haasavim (Cântecul ierburilor) după rabbi Nahman din Braslav, Akedat Itzhak (Sacrificiul lui Isaac) după cartea Genezei din Biblie.
În 1974 Shemer a înregistrat un album special cu cântece pentru copii, care a adus cu el și câteva șlagăre de succes, precum Alef Beit si Shlomit bona suka (Shlomit construiește o suká)
Majoritatea numerelor  din album au fost cantate prima data intr-un spectacol montat de Shemer împreună cu actorul Oded Teomi. Cantecul „Shlomit bona suká” l-au cântat inițial cu trei ani mai devreme Ilana Rovina si duo Hadudaim. Tot in 1974 Yossi Banay a înregistrat cântecul lui Shemer, Sfirat mlay (Inventar)  pentru emisiunea sa, Partzuf shel tzoani (Figură de țigan) 
În 1976 Naomi Shemer a compus cântecele musicalului „Mas'ot Binyamin Hahshlishi” (Călătoriile lui Beniamin al Treilea). Câteva dintre ele au devenit foarte populare, ca, de pildă - Perot hamisha asar (Cincisprezece fructe - cunoscut și ca „Sheleg al iri” - Ninge peste orașul meu), „Siman sheod lo higanu”  (Semn ca încă n-am ajuns) si Shirat haasavim (Cântecul ierburilor). Pentru „Sărbătoarea cântecului ebraic” organizată în acel an a scris cântecul „Hahaghigá nigmeret” (Serbarea se termină) pe care l-a interpretat formatia Hakol over habibi. Tot in acel an s-a lansat și cântecul „Bekhol shaná bastav Ghiora” (In fiecare an toamna Ghiora) în interpretarea Ruhamei Raz.  Cântecul era dedicat amintirii lui Ghiora Shoham, care a căzut în Războiul de Iom Kipur.

## Premii și onoruri
- 1983 Premiul Israel, premiul de stat al Israelului
- Doctor honoris causa al Universității Ben Gurion din Beer Șeva (1993), al Universității Ebraice din Ierusalim (1994) și al Universității Tel Aviv (2001)

## In Memoriam
- 2005 - Monetăria națională a Israelului a imprimat o serie de monede de argint și aur în amintirea artistei
- O piațetă în memoria ei a fost inaugurată pe marginea lacului Kineret în kibutul ei, Kineret
- 2018  - Oren Yaakobi si Giora Yahalom au scris un muzical despre viața lui Shemer, care a fost reprezentat pe scena Teatrului Habima din Tel Aviv în regia lui MOshe Captan